# Аксель Вітсель
Аксе́ль Лора́н Анже́ль Ламбе́р Вітсе́ль (фр. Axel Laurent Angel Lambert Witsel, нар. 12 січня 1989, Льєж) — бельгійський футболіст, півзахисник «Атлетіко» (Мадрид). Виступав за збірну Бельгії.

## Клубна кар'єра
Народився 12 січня 1989 року в місті Льєж. Вихованець футбольної школи клубу «Стандард» (Льєж). Дорослу футбольну кар'єру розпочав 2006 року в основній команді того ж клубу, в якій провів п'ять сезонів, взявши участь у 148 матчах чемпіонату.  Більшість часу, проведеного у складі «Стандарда», був основним гравцем команди. За цей час двічі виборював титул чемпіона Бельгії.
Своєю грою за цю команду привернув увагу представників тренерського штабу португальської «Бенфіки», до складу якої приєднався 2011 року. Відіграв за лісабонський клуб наступний сезон своєї ігрової кар'єри. Граючи у складі «Бенфіки» також здебільшого виходив на поле в основному складі команди.
3 вересня 2012 року перейшов до російського «Зеніта», який сплатив за трансфер бельгійця 40 мільйонів євро і уклав з ним п'ятирічний контракт.
У січні 2017 року перебрався до Китаю, ставши гравцем місцевого клубу «Тяньцзінь Цюаньцзянь».
6 серпня 2018 року підписав контракт з дортмундською «Боруссією».
7 липня 2022 року Вітсель на правах вільного агента підписав однорічну угоду з клубом «Атлетіко» (Мадрид).

## Виступи за збірні

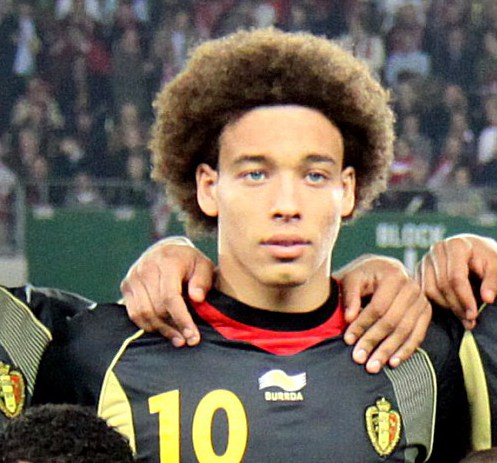
Вітсель у складі збірної Бельгії, 2011

2004 року дебютував у складі юнацької збірної Бельгії, взяв участь у 30 іграх на юнацькому рівні.
Протягом 2007–2009 років залучався до складу молодіжної збірної Бельгії. На молодіжному рівні зіграв у 10 офіційних матчах.
2008 року дебютував в офіційних матчах у складі національної збірної Бельгії, після чого почав отримувати регулярні виклики до національної команди.
Першим великим турніром для Вітселя у збірній став чемпіонаті світу 2014 року, на якому він взяв участь у перших двох іграх групового етапу, в яких бельгійці завчасно вирішили завдання по виходу до плей-оф, а також у грі 1/8 фіналі проти збірної США та програному аргентинцям чвертьфіналі.
За два роки, на Євро-2016 також був основним гравцем у півзахисті бельгійців. Повністю провів на полі усі п'ять матчів бельгійців на турнірі, відзначився забитим голом у ворота збірної Ірландії (3:0).
2018 року поїхав на свою другу світову першість — тогорічний чемпіонат світу в Росії, де розпочав турнір також як гравець стартового складу.

## Статистика виступів

### Статистика клубних виступів
Станом на 7 січня 2018 року
| Сезон                       | Команда                     | Чемпіонат                   | Чемпіонат | Чемпіонат | Національний кубок | Національний кубок | Національний кубок | Єврокубки | Єврокубки | Єврокубки | Інші змагання | Інші змагання | Інші змагання | Усього | Усього |
| Сезон                       | Команда                     | Турнір                      | Ігор      | Голів     | Турнір             | Ігор               | Голів              | Турнір    | Ігор      | Голів     | Турнір        | Ігор          | Голів         | Ігор   | Голів  |
| --------------------------- | --------------------------- | --------------------------- | --------- | --------- | ------------------ | ------------------ | ------------------ | --------- | --------- | --------- | ------------- | ------------- | ------------- | ------ | ------ |
| 2006–07                     | «Стандард» (Льєж)           | ЖЛ                          | 16        | 2         | КБ                 | 5                  | 1                  | -         | 1         | 0         | -             | -             | -             | 22     | 3      |
| 2007–08                     | «Стандард» (Льєж)           | ЖЛ                          | 33        | 7         | КБ                 | 6                  | 1                  | ЛЄ        | 3         | 2         | -             | -             | -             | 42     | 10     |
| 2008–09                     | «Стандард» (Льєж)           | ЖЛ                          | 35        | 8         | КБ                 | 0                  | 0                  | -         | 10        | 1         | -             | -             | -             | 45     | 9      |
| 2009–10                     | «Стандард» (Льєж)           | ЖЛ                          | 27        | 6         | КБ                 | 1                  | 1                  | ЛЧ+ЛЄ     | 12        | 3         | -             | -             | -             | 40     | 10     |
| 2010–11                     | «Стандард» (Льєж)           | ЖЛ                          | 37        | 10        | КБ                 | 6                  | 2                  | -         | -         | -         | -             | -             | -             | 43     | 12     |
| Усього за «Стандард» (Льєж) | Усього за «Стандард» (Льєж) | Усього за «Стандард» (Льєж) | 148       | 33        |                    | 18                 | 5                  |           | 26        | 6         |               | -             | -             | 192    | 44     |
| 2011–12                     | «Бенфіка»                   | ПЛ                          | 32        | 1         | КП+КПЛ             | 2+4                | 0+2                | ЛЧ        | 14        | 2         | -             | -             | -             | 52     | 5      |
| 2012-вер. 2012              | «Бенфіка»                   | ПЛ                          | 3         | 0         | КП                 | 0                  | 0                  | ЛЧ        | 0         | 0         | -             | -             | -             | 3      | 0      |
| вер. 2012–13                | «Зеніт»                     | ПЛ                          | 19        | 4         | КР                 | 3                  | 0                  | ЛЧ+ЛЄ     | 5+4       | 0+1       | -             | -             | -             | 31     | 5      |
| 2013–14                     | «Зеніт»                     | ПЛ                          | 30        | 4         | КР                 | 1                  | 0                  | ЛЧ        | 11        | 0         | СР            | 1             | 0             | 43     | 4      |
| 2014–15                     | «Зеніт»                     | ПЛ                          | 28        | 4         | КР                 | 1                  | 0                  | ЛЧ+ЛЄ     | 7+6       | 1+1       | -             | -             | -             | 42     | 6      |
| 2015–16                     | «Зеніт»                     | ПЛ                          | 29        | 3         | КР                 | 4                  | 2                  | ЛЧ        | 7         | 1         | СР            | 1             | 0             | 41     | 6      |
| 2016-січ. 2017              | «Зеніт»                     | ПЛ                          | 16        | 1         | КР                 | 1                  | 0                  | ЛЄ        | 6         | 0         | СР            | 0             | 0             | 23     | 1      |
| Усього за «Зеніт»           | Усього за «Зеніт»           | Усього за «Зеніт»           | 122       | 16        |                    | 10                 | 2                  |           | 46        | 4         |               | 2             | 0             | 180    | 22     |
| 2017                        | «Тяньцзінь Цюаньцзянь»      | КСЛ                         | 27        | 4         | КК                 | 2                  | 0                  | -         | -         | -         | -             | -             | -             | 29     | 4      |
| 2018                        | «Тяньцзінь Цюаньцзянь»      | -                           | -         | -         | -                  | -                  | -                  | ЛЧА       | 1         | 0         | -             | -             | -             | 1      | 0      |
| Усього за кар'єру           | Усього за кар'єру           | Усього за кар'єру           | 313+16    | 49+5      |                    | 36                 | 9                  |           | 86        | 12        |               | 4             | 1             | 455    | 76     |

### Статистика виступів за збірну
Станом на 27 червня 2018 року
| Дата       | Місто               | Господарі            | Результат  | Гості                | Турнір                | Голи | Примітки |
| ---------- | ------------------- | -------------------- | ---------- | -------------------- | --------------------- | ---- | -------- |
| 26-3-2008  | Брюссель            | Бельгія              | 1 – 4      | Марокко              | товариський матч      | 1    | 46'      |
| 30-5-2008  | Флоренція           | Італія               | 3 – 1      | Бельгія              | товариський матч      | -    | 70'      |
| 20-8-2008  | Нюрнберг            | Німеччина            | 2 – 0      | Бельгія              | товариський матч      | -    | 64'      |
| 6-9-2008   | Льєж                | Бельгія              | 3 – 2      | Естонія              | Відбір до ЧС 2010     | -    |          |
| 10-9-2008  | Стамбул             | Туреччина            | 1 – 1      | Бельгія              | Відбір до ЧС 2010     | -    | 76'      |
| 11-10-2008 | Брюссель            | Бельгія              | 2 – 0      | Вірменія             | Відбір до ЧС 2010     | -    |          |
| 15-10-2008 | Брюссель            | Бельгія              | 1 – 2      | Іспанія              | Відбір до ЧС 2010     | -    |          |
| 11-2-2009  | Генк                | Бельгія              | 2 – 0      | Словенія             | товариський матч      | -    | 77'      |
| 1-4-2009   | Зениця              | Боснія і Герцеговина | 2 – 1      | Бельгія              | Відбір до ЧС 2010     | -    | 61'      |
| 17-11-2009 | Седан (місто)       | Бельгія              | 2 – 0      | Катар                | товариський матч      | 1    | 62'      |
| 3-3-2010   | Брюссель            | Бельгія              | 0 – 1      | Хорватія             | товариський матч      | -    |          |
| 11-8-2010  | Турку               | Фінляндія            | 1 – 0      | Бельгія              | товариський матч      | -    | 73'      |
| 7-9-2010   | Стамбул             | Туреччина            | 3 – 2      | Бельгія              | Відбір до ЧЄ 2012     | -    | 76'      |
| 8-10-2010  | Астана              | Казахстан            | 0 – 2      | Бельгія              | Відбір до ЧЄ 2012     | -    |          |
| 12-10-2010 | Брюссель            | Бельгія              | 4 – 4      | Австрія              | Відбір до ЧЄ 2012     | -    |          |
| 9-2-2011   | Гент                | Бельгія              | 1 – 1      | Фінляндія            | товариський матч      | 1    |          |
| 25-3-2011  | Відень              | Австрія              | 0 – 2      | Бельгія              | Відбір до ЧЄ 2012     | 2    |          |
| 29-3-2011  | Брюссель            | Бельгія              | 4 – 1      | Азербайджан          | Відбір до ЧЄ 2012     | -    |          |
| 3-6-2011   | Брюссель            | Бельгія              | 1 – 1      | Туреччина            | Відбір до ЧЄ 2012     | -    |          |
| 10-8-2011  | Целє (місто)        | Словенія             | 0 – 0      | Бельгія              | товариський матч      | -    | 59'      |
| 2-9-2011   | Баку                | Азербайджан          | 1 – 1      | Бельгія              | Відбір до ЧЄ 2012     | -    |          |
| 6-9-2011   | Брюссель            | Бельгія              | 1 – 0      | США                  | товариський матч      | -    |          |
| 7-10-2011  | Брюссель            | Бельгія              | 4 – 1      | Казахстан            | Відбір до ЧЄ 2012     | -    |          |
| 11-10-2011 | Дюссельдорф         | Німеччина            | 3 – 1      | Бельгія              | Відбір до ЧЄ 2012     | -    | 84'      |
| 11-11-2011 | Льєж                | Бельгія              | 2 – 1      | Румунія              | товариський матч      | -    |          |
| 15-11-2011 | Сен-Дені            | Франція              | 0 – 0      | Бельгія              | товариський матч      | -    |          |
| 29-2-2012  | Іракліон            | Греція               | 1 – 1      | Бельгія              | товариський матч      | -    | 58'      |
| 25-5-2012  | Брюссель            | Бельгія              | 2 – 2      | Чорногорія           | товариський матч      | -    | 69'      |
| 2-6-2012   | Лондон              | Англія               | 1 – 0      | Бельгія              | товариський матч      | -    |          |
| 15-8-2012  | Брюссель            | Бельгія              | 4 – 2      | Нідерланди           | товариський матч      | -    |          |
| 7-9-2012   | Кардіфф             | Уельс                | 0 – 2      | Бельгія              | Відбір до ЧС 2014     | -    |          |
| 11-9-2012  | Брюссель            | Бельгія              | 1 – 1      | Хорватія             | Відбір до ЧС 2014     | -    |          |
| 12-10-2012 | Белград             | Сербія               | 0 – 3      | Бельгія              | Відбір до ЧС 2014     | -    | 53'      |
| 16-10-2012 | Брюссель            | Бельгія              | 2 – 0      | Шотландія            | Відбір до ЧС 2014     | -    | 46'      |
| 14-11-2012 | Бухарест            | Румунія              | 2 – 1      | Бельгія              | товариський матч      | -    |          |
| 6-2-2013   | Брюгге              | Бельгія              | 2 – 1      | Словаччина           | товариський матч      | -    | 86'      |
| 22-3-2013  | Скоп'є              | Північна Македонія   | 0 – 2      | Бельгія              | Відбір до ЧС 2014     | -    |          |
| 26-3-2013  | Брюссель            | Бельгія              | 1 – 0      | Північна Македонія   | Відбір до ЧС 2014     | -    |          |
| 7-6-2013   | Брюссель            | Бельгія              | 2 – 1      | Сербія               | Відбір до ЧС 2014     | -    |          |
| 14-8-2013  | Брюссель            | Бельгія              | 0 – 0      | Франція              | товариський матч      | -    |          |
| 6-9-2013   | Глазго              | Шотландія            | 0 – 2      | Бельгія              | Відбір до ЧС 2014     | -    |          |
| 11-10-2013 | Загреб              | Хорватія             | 1 – 2      | Бельгія              | Відбір до ЧС 2014     | -    |          |
| 15-10-2013 | Брюссель            | Бельгія              | 1 – 1      | Уельс                | Відбір до ЧС 2014     | -    |          |
| 14-11-2013 | Брюссель            | Бельгія              | 0 – 2      | Колумбія             | товариський матч      | -    |          |
| 19-11-2013 | Брюссель            | Бельгія              | 2 – 3      | Японія               | товариський матч      | -    |          |
| 5-3-2014   | Брюссель            | Бельгія              | 2 – 2      | Кот-д'Івуар          | товариський матч      | -    | 47'      |
| 26-5-2014  | Генк                | Бельгія              | 5 – 1      | Люксембург           | товариський матч      | -    | 46'      |
| 1-6-2014   | Стокгольм           | Швеція               | 0 – 2      | Бельгія              | товариський матч      | -    |          |
| 7-6-2014   | Брюссель            | Бельгія              | 1 – 0      | Туніс                | товариський матч      | -    | 90+2'    |
| 17-6-2014  | Белу-Оризонті       | Алжир                | 1 – 2      | Бельгія              | ЧС 2014 - 1-й етап    | -    |          |
| 22-6-2014  | Ріо-де-Жанейро      | Бельгія              | 1 – 0      | Росія                | ЧС 2014 - 1-й етап    | -    | 54'      |
| 1-7-2014   | Салвадор (Бразилія) | США                  | 1 – 2 д.ч. | Бельгія              | ЧС 2014 - 1/8 фіналу  | -    |          |
| 5-7-2014   | Бразиліа            | Аргентина            | 1 – 0      | Бельгія              | ЧС 2014 - чвертьфінал | -    |          |
| 4-9-2014   | Льєж                | Бельгія              | 2 – 0      | Австралія            | товариський матч      | 1    |          |
| 12-11-2014 | Брюссель            | Бельгія              | 3 – 1      | Ісландія             | товариський матч      | -    |          |
| 16-11-2014 | Брюссель            | Бельгія              | 0 – 0      | Уельс                | Відбір до ЧЄ 2016     | -    |          |
| 28-3-2015  | Брюссель            | Бельгія              | 5 – 0      | Кіпр                 | Відбір до ЧЄ 2016     | -    |          |
| 31-3-2015  | Єрусалим            | Ізраїль              | 0 – 1      | Бельгія              | Відбір до ЧЄ 2016     | -    |          |
| 7-6-2015   | Сен-Дені            | Франція              | 3 – 4      | Бельгія              | товариський матч      | -    | 81'      |
| 12-6-2015  | Кардіфф             | Уельс                | 1 – 0      | Бельгія              | Відбір до ЧЄ 2016     | -    |          |
| 3-9-2015   | Брюссель            | Бельгія              | 3 – 1      | Боснія і Герцеговина | Відбір до ЧЄ 2016     | -    |          |
| 6-9-2015   | Нікосія             | Кіпр                 | 0 – 1      | Бельгія              | Відбір до ЧЄ 2016     | -    |          |
| 10-10-2015 | Андорра-ла-Велья    | Андорра              | 1 – 4      | Бельгія              | Відбір до ЧЄ 2016     | -    |          |
| 13-10-2015 | Брюссель            | Бельгія              | 3 – 1      | Ізраїль              | Відбір до ЧЄ 2016     | -    | 66'      |
| 13-11-2015 | Брюссель            | Бельгія              | 3 – 1      | Італія               | товариський матч      | -    |          |
| 29-3-2016  | Лейрія              | Португалія           | 2 – 1      | Бельгія              | товариський матч      | -    | кап.     |
| 28-5-2016  | Женева              | Швейцарія            | 1 – 2      | Бельгія              | товариський матч      | -    |          |
| 1-6-2016   | Брюссель            | Бельгія              | 1 – 1      | Фінляндія            | товариський матч      | -    |          |
| 5-6-2016   | Брюссель            | Бельгія              | 3 – 2      | Норвегія             | товариський матч      | -    | 57'      |
| 13-6-2016  | Ліон                | Бельгія              | 0 – 2      | Італія               | ЧЄ 2016 - 1-й етап    | -    |          |
| 18-6-2016  | Бордо               | Бельгія              | 3 – 0      | Ірландія             | ЧЄ 2016 - 1-й етап    | 1    |          |
| 22-6-2016  | Ніцца               | Швеція               | 0 – 1      | Бельгія              | ЧЄ 2016 - 1-й етап    | -    | 45+1'    |
| 26-6-2016  | Тулуза              | Угорщина             | 0 – 4      | Бельгія              | ЧЄ 2016 - 1/8 фіналу  | -    |          |
| 1-7-2016   | Вільнев-д'Аск       | Уельс                | 3 – 1      | Бельгія              | ЧЄ 2016 - чвертьфінал | -    |          |
| 1-9-2016   | Брюссель            | Бельгія              | 0 – 2      | Іспанія              | товариський матч      | -    |          |
| 6-9-2016   | Нікосія             | Кіпр                 | 0 – 3      | Бельгія              | Відбір до ЧС 2018     | -    |          |
| 7-10-2016  | Брюссель            | Бельгія              | 4 – 0      | Боснія і Герцеговина | Відбір до ЧС 2018     | -    |          |
| 10-10-2016 | Фару                | Гібралтар            | 0 – 6      | Бельгія              | Відбір до ЧС 2018     | 1    |          |
| 09-11-2016 | Амстердам           | Нідерланди           | 1 – 1      | Бельгія              | товариський матч      | -    |          |
| 13-11-2016 | Брюссель            | Бельгія              | 8 – 1      | Естонія              | Відбір до ЧС 2018     | -    | 88'      |
| 25-3-2017  | Брюссель            | Бельгія              | 1 – 1      | Греція               | Відбір до ЧС 2018     | -    | 72'      |
| 28-3-2017  | Сочі                | Росія                | 3 – 3      | Бельгія              | товариський матч      | -    | 66'      |
| 9-6-2017   | Таллінн             | Естонія              | 0 – 2      | Бельгія              | Відбір до ЧС 2018     | -    |          |
| 31-8-2017  | Льєж                | Бельгія              | 9 – 0      | Гібралтар            | Відбір до ЧС 2018     | 1    | 40'      |
| 10-10-2017 | Брюссель            | Бельгія              | 4 – 0      | Кіпр                 | Відбір до ЧС 2018     | -    |          |
| 10-11-2017 | Брюссель            | Бельгія              | 3 – 3      | Мексика              | товариський матч      | -    |          |
| 14-11-2017 | Брюгге              | Бельгія              | 1 – 0      | Японія               | товариський матч      | -    | 84'      |
| 27-3-2018  | Брюссель            | Бельгія              | 4 – 0      | Саудівська Аравія    | товариський матч      | -    |          |
| 6-6-2018   | Брюссель            | Бельгія              | 3 – 0      | Єгипет               | товариський матч      | -    | 46'      |
| 11-6-2018  | Брюссель            | Бельгія              | 4 – 1      | Коста-Рика           | товариський матч      | -    |          |
| 18-6-2018  | Сочі                | Бельгія              | 3 – 0      | Панама               | ЧС 2018 - 1-й етап    | -    | 90'      |
| 23-6-2018  | Москва              | Бельгія              | 5 – 2      | Туніс                | ЧС 2018 - 1-й етап    | -    |          |
| Усього     |                     | Матчів (4 місце)     | 92         |                      | Голів                 | 9    |          |

## Титули і досягнення

### Командні
- Чемпіон Бельгії (2):

«Стандард» (Льєж):  2007-08, 2008-09
- Чемпіон Росії (1):

«Зеніт»:  2014-15
- Володар Кубка Бельгії (1):

«Стандард» (Льєж):  2010-11
- Володар Кубка Росії (1):

«Зеніт»: 2015-16
- Володар Кубка португальської ліги (1):

«Бенфіка»: 2011-12
- Володар Суперкубка Бельгії (2):

«Стандард» (Льєж):  2008, 2009
- Володар Суперкубка Росії (2):

«Зеніт»: 2015, 2016
- Володар Суперкубка Німеччини (1):

«Боруссія» (Дортмунд): 2019
- Володар Кубка Німеччини (1):

«Боруссія» (Дортмунд): 2020-21
- Бронзовий призер чемпіонату світу: 2018

### Особисті
- Футболіст року в Бельгії (1):

2008